# Angelina Jusjkova
Angelina Nikolajevna Jusjkova (ryska: Ангелина Николаевна Юшкова), född den 13 november 1979 i Voronezj, Ryska SFSR, är en rysk före detta gymnast.
Hon tog OS-brons i rytmisk gymnastik för trupper i samband med de olympiska gymnastiktävlingarna 1996 i Atlanta.